# Бём, Рихард
Рихард Бём — немецкий зоолог и первооткрыватель.
Он был сыном Людвига Бёма и Франциски Луизы, урожд. Майерлинк. Он учился зоологии в Йенском университете у Эрнста Геккеля (1834-1919) и получил учёную степень в 1877 году. Затем он отправился в исследовательскую экспедицию в регион Занзибара и достиг восточного берега озера Танганьики и юго-востока озера Упемба, которое он обнаружил в 1880-1884 годах.
Его корреспонденция появилась в 1888 году под заголовком «Von Sansibar zum Tanganjika» (От Занзибара к Танганьике). Бём ответственно готовил иллюстрации для многочисленных статей в журнале «Journal of Ornithology» в период с 1882 по 1887 годы. Он умер в результате приступа малярии. Антон Райхенов (1847-1941) и Герман Шалов (1852-1925) посвятили ему различные виды птиц:
- Бёмова щурка (Merops boehmi),  (Reichenow 1882)
- Африканский пушистый погоныш (Sarothrura boehmi),  (Reichenow 1900)
- Иглохвост-летучая мышь (Neafrapus boehmi),  (Schalow 1882)
- Мухоловка Бёма (Muscicapa boehmi),  (Reichenow 1884).